# Jolobok, Pavlohrad
Jolobok (în ucraineană Жолобок) este un sat în comuna Kocerejkî din raionul Pavlohrad, regiunea Dnipropetrovsk, Ucraina.

## Demografie
Componența lingvistică a localității Jolobok
     Ucraineană (89,66%)
     Rusă (8,62%)
     Belarusă (1,72%)
Conform recensământului din 2001, majoritatea populației localității Jolobok era vorbitoare de ucraineană (89,66%), existând în minoritate și vorbitori de rusă (8,62%) și belarusă (1,72%).